# Monastero di Höchst

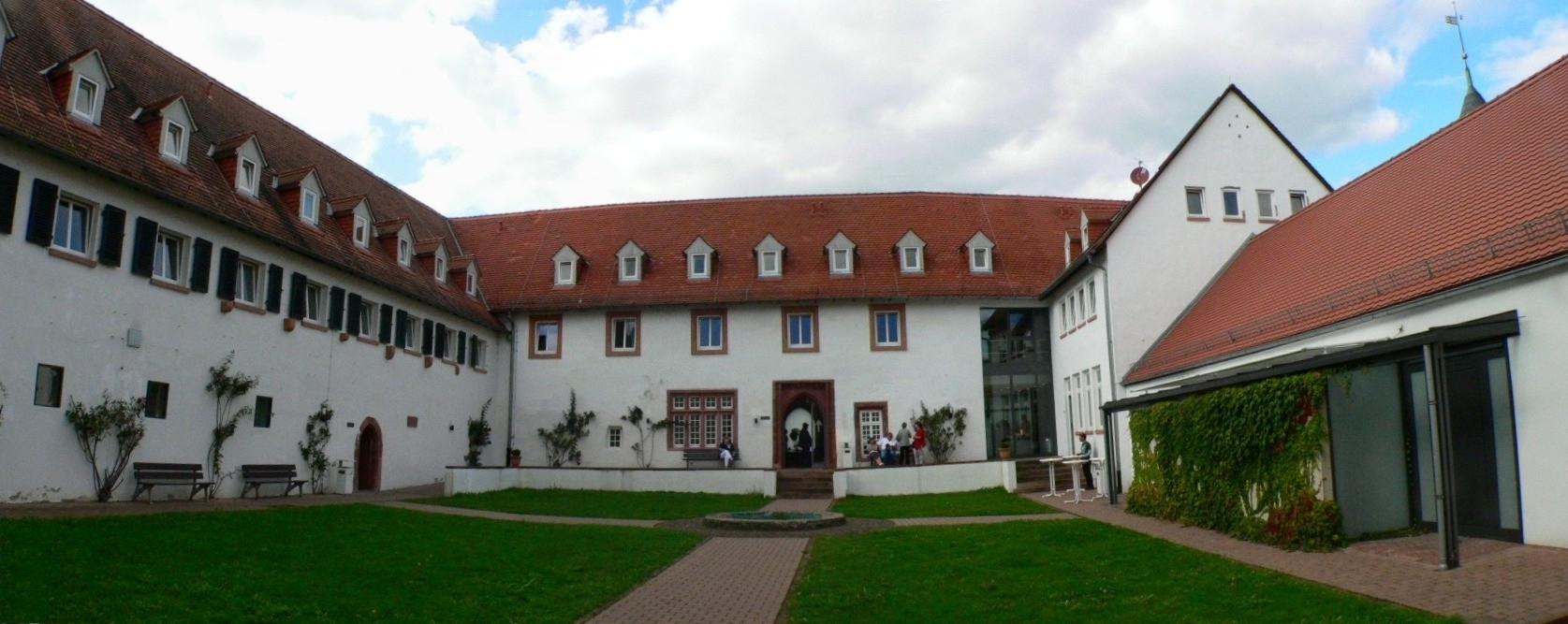
Il chiostro interno del monastero di Höchst

Il monastero di Höchst era un monastero agostiniano, poi passato ai benedettini ed infine ai protestanti, situato nella città di Höchst im Odenwald, in Germania. Attualmente la struttura ospita un centro di educazione giovanile.

## Localizzazione

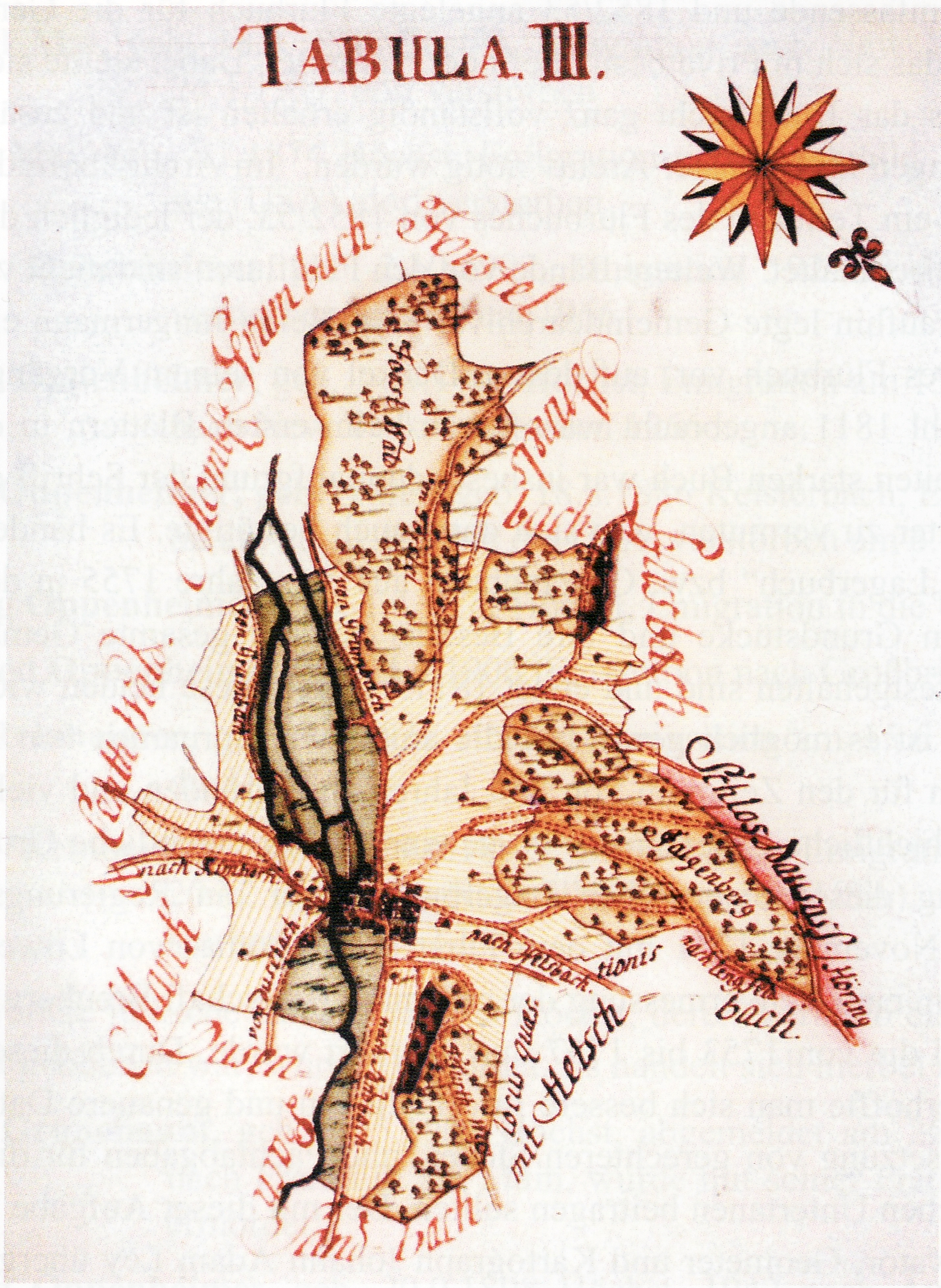
Il monastero di Höchst in una mappa del 1753

Il monastero di Höchst si trova all'estremità settentrionale del nucleo urbano di Höchst im Odenwald. L'odierno complesso presenta una struttura a tre ali con corpo centrale e la chiesa centrale che ha una superficie di 75 metri per 55 metri. L'intero complesso copre un perimetro di 200 x 150 metri.

## Storia

### La fondazione del monastero
La prima menzione scritta della presenza del monastero di Höchst risale al 1244, anche se alcuni storici hanno pubblicato delle tesi secondo le quali la fondazione del monastero sarebbe da ricondurre al 1219 ma non vi sono prove scientifiche a surrogare tale tesi e le fonti documentali sono in tal senso piuttosto scarse. Nel monastero si insediarono originariamente delle monache della congregazione agostiniana (fondata nel 1177). La fondazione venne condotta per opera dell'abbazia di Fulda che già da tempo si era assicurata il controllo della parte settentrionale dell'Odenwald oltre il castello di Breuberg ed il feudo locale.
L'effettivo fondatore del monastero non è noto. Attraverso l'abbazia di Fulda, il Conte Palatinato ricevette la protezione e il patrocinio del monastero di Höchst, trasferendolo in seguito ai signori di Crumbach.

### La crescita e il passaggio ai protestanti
Il monastero di Höchst acquisì una certa importanza a livello locale come il più importante tra i centri religiosi dell'Odenwald settentrionale. Per quasi 300 anni fu gestito dalle monache agostiniane, le quali si occuparono non solo della conduzione della vita monastica ma anche dell'assistenza ai malati dell'area. I proventi derivati dall'agricoltura e dalla silvicoltura contribuivano al mantenimento del monastero. Nel 1279 e nuovamente nel 1282, Marquardt von Rosenbach e suo figlio Ulrich vendettero vasti possedimenti al monastero di Höchst e da quel momento in poi aumentarono sempre più le famiglie aristocratiche dell'area che contribuirono con donazioni al monastero a fronte dell'ingresso di figlie nel cenobio.
Il monastero giunse a godere delle decime su Otzberg, Umstadt e su 31 altre località: Annelsbach, Breidenbach, Breitenbrunn, Dieburg, Dorndiel, Dusenbach, Förstel, Frau-Nauses, Groß-Umstadt, Habitzheim, Hassenroth, Heubach, Hummetroth, Kleestadt, Klein-Umstadt, König, Lengfeld, Mosbach, Mümling-Grumbach, Nieder-Klingen, Ober-Klingen, Pfirschbach, Radheim, Richen, Semd, Sickenhofen, Wald-Amorbach, Wiebelsbach, Huppelnhei, Unrode e Wackenbrunn.
Il monastero poté ampliare la sua proprietà fino al XIV secolo; poi, come in molti altri monasteri dell'epoca, iniziarono a sorgere i problemi economici. Nel 1400 vi furono le prime vendite forzate di beni monastici per saldare i debiti contratti dall'istituzione. A causa dell'influenza dell'arcivescovo Dietrich Schenk von Erbach di Magonza nel 1448, la chiesa di Ober-Klingen, compresi tutti i redditi ed i suoi diritti, venne subordinata al monastero di Höchst per contrastare il progressivo impoverimento dell'istituzione. Come ulteriore misura di aiuto, il monastero ricevette anche la decima di Kirchbrombach e quella sul lino da Dusenbach nel 1452. A queste fonti di reddito si aggiungeva l'allevamento delle pecore di proprietà del monastero, la cui lavorazione della lana forniva alle monache il reddito necessario.
All'inizio del XVI secolo il monastero era così carente di nuovi ordinate che nel 1503 vi era una sola monaca in tutto il complesso, Anna von Geiling, la quale venne risarcita dall'ordine e ricollocata altrove. Dopo la morte di Anna, avvenuta il 21 luglio 1511, il principe-abate Giovanni II di Henneberg-Schleusingen, fece trasferire al monastero di Höchst una comunità di suore benedettine che lo condussero per i successivi 64 anni. Mentre l'area attorno si era popolata di parrocchie dirette dai protestanti, il monastero rimase sino al 1567, anno della morte dell'ultima monaca e badessa Anna Gans von Otzberg, nelle mani di un pastore cattolico che era anche priore del monastero.

### La decadenza e lo scioglimento
Dopo lo scioglimento del monastero di Höchst intorno al 1568/1569, l'abbazia di Fulda incaricò il prevosto locale di sovrintendere alla struttura, per quanto questa di fatto non portò al ritorno delle monache.
Dopo la morte di Michele III di Wertheim, con lui si estinse la sua casata. Gli eredi dei suoi possedimenti, i conti di Erbach e i conti di Stolberg, non si dissero più intenzionati a sostenere il monastero di Höchst. Scoppiò così una lunga disputa con l'abbazia di Fulda che, dal 1572, richiese più volte la consegna del monastero di Höchst e della proprietà del monastero, anche grazie all'influenza del principe-abate (e poi cardinale) Bernhard Gustav von Baden-Durlach. Tutto ad ogni modo fu inutile.
Nel gennaio del 1620, nel secondo anno della Guerra dei Trent'anni, dieci cavalieri al servizio del conte Johann Dietrich von Löwenstein, tornato alla fede cattolica, vennero acquartierati nell'ex monastero di Höchst. Nel maggio del 1621, 3000 cavalieri spagnoli entrarono nel feudo di Breuberg, devastando l'insediamento nel settembre del 1627 con il reggimento di dom Verdugo. Il principe-abate Bernhard Gustav di Fulda approfittò della situazione dell'ormai spogliato ex monastero per reclamarne la proprietà presso l'imperatore Ferdinando II del Sacro Romano Impero, cosa che ottenne, ma fino al 1648 quando la pace di Vestfalia riassegnò il feudo ai precedenti proprietari, gli Erbach ed i Löwenstein.
Il possedimento passò successivamente alla chiesa protestante locale che, oggi, vi ospita un centro di formazione giovanile.

## Descrizione

### Il complesso del monastero

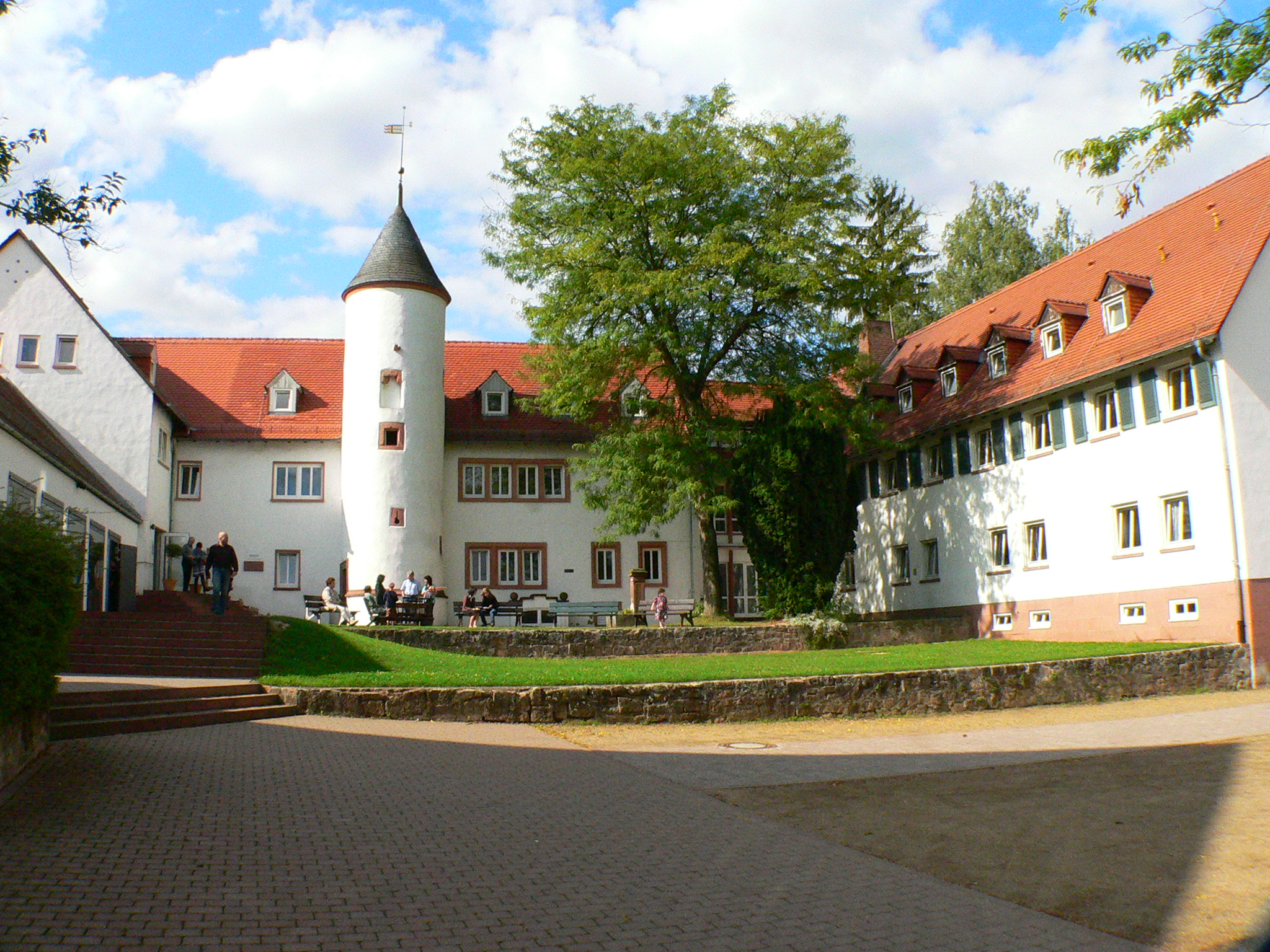
Il complesso del monastero di Höchst visto dal cortile interno

Sin dalla fondazione del monastero, la struttura era composta da una serie di edifici attorno ad un cortile interno a pianta quadrata e di forma chiusa. Il campanile della chiesa formava il pilastro d'angolo sud-ovest dell'area conventuale e sovrastava per altezza tutti gli altri edifici. La chiesa del monastero, che era anche la chiesa parrocchiale del villaggio locale, venne edificata sul lato est, ed il resto del convento sul lato nord. Il refettorio era collegato assieme ad altri edifici di servizio sempre sul lato nord. Di fronte all'edificio del convento venne costruito in un primo momento un fabbricato agricolo con annesso fienile, convertito poi in ospedale. A nordest sorgeva l'edificio di residenza del prevosto del convento, contraddistinto esternamente dalla presenza di una torre all'interno della quale si trova ancora oggi una scala a chiocciola che consentiva l'accesso ai piani superiori. L'intero complesso monastico era originariamente fortificato da un muro di cinta che rimase tale sino a quando il complesso non venne ampliato.

### Il convento

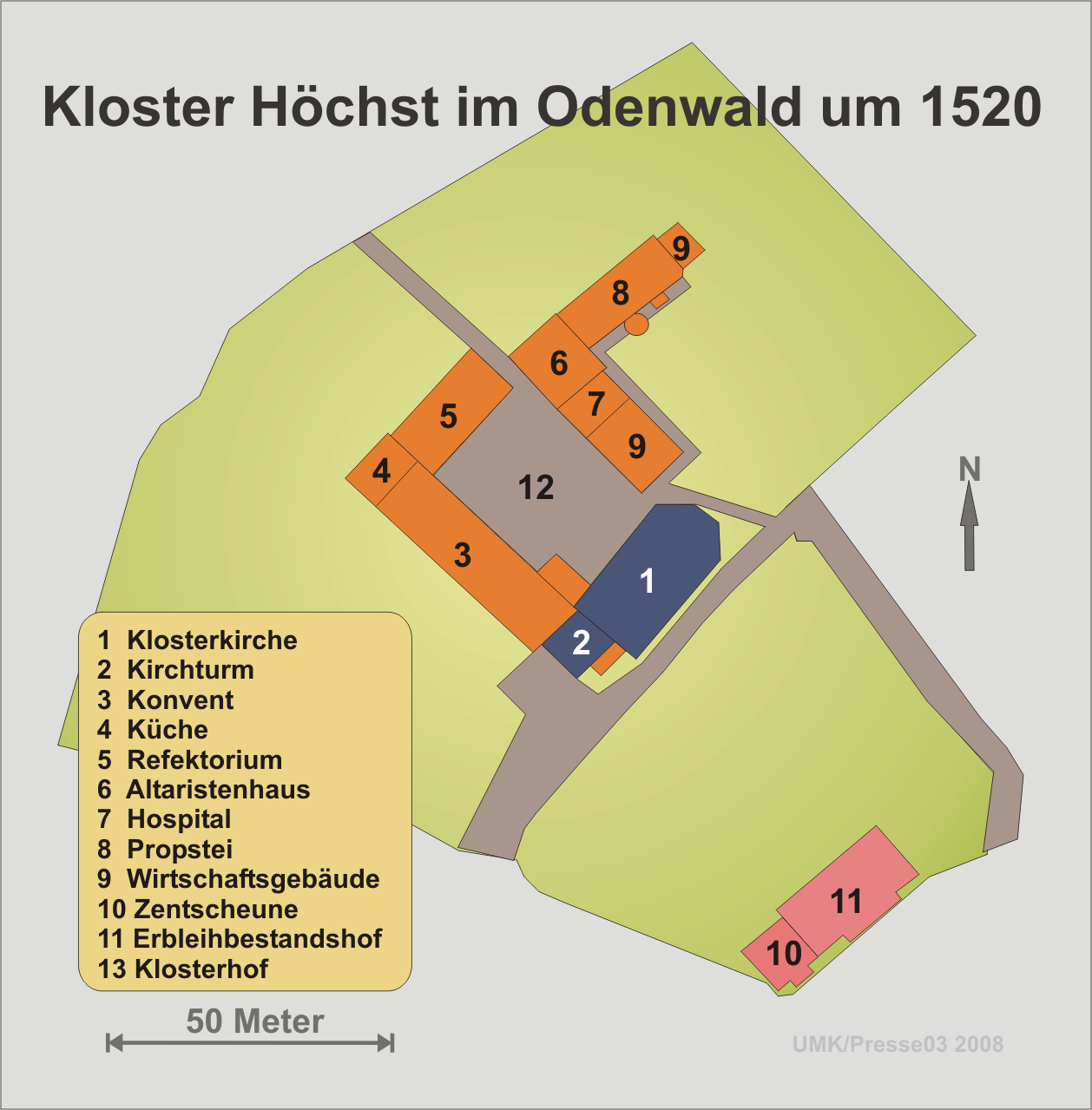
Pianta di come doveva apparire il complesso del monastero nel 1520

Nell'edificio più lungo del convento, la cui origine non è databile con precisione, si trovava il monastero vero e proprio, contraddistinto da un maestoso tetto a capanna, con al piano superiore l'appartamento della badessa e le celle delle monache, ciascuna affrescata con immagini devozionali. Tre di questi affreschi, erano ancora visibili nel 1957 tra le travi a graticcio e gli intonachi, mostrano la scena dell'Annunciazione di Maria, la nascita di Cristo, una scena con i patroni del complesso monastico. Quest'ultimo affresco è risultato particolarmente rilevante per delineare la storia del monastero dal momento che nella scena rappresentata si distinguono una torre accanto a una casa alta e un gruppo di edifici con finestre ad arco accoppiate e mattoni e rappresenta molto probabilmente una delle prime rappresentazioni pittoriche del monastero di Höchst col castello di Breuberg su un monte sullo sfondo. Gli affreschi descritti, ad ogni modo, non sono stati conservati e sono stati rintonacati nel 1957 nell'ambito della sistemazione del complesso perché giudicati poco rilevanti.
Al centro dell'edificio del convento, si trovava un piccolo cancello gotico, il quale venne realizzato da un maestro che lavorava nella diocesi di Magonza nel 1515; tramite questo cancello si aveva la possibilità di accedere al chiostro del monastero.

### Il refettorio
La vita comunitaria monastica si svolgeva all'esterno della chiesa nell'edificio più bello dell'originario complesso monastico, il refettorio, che era direttamente attiguo all'edificio della cucina, a nord. L'architettura della sala da pranzo ospitata in questo edificio era quindi più solenne di quella del semplice edificio conventuale. L'ingresso era dal cortile del chiostro ed era formato da un portale ad arco a sesto acuto con una cornice rettangolare con profili. Esso venne realizzato nell'aspetto attuale probabilmente solo nel 1511 quando vi si trasferirono le monache benedettine, probabilmente sovrapponendolo ad una struttura già esistente ma ad oggi non databile.

### La casa del prevosto

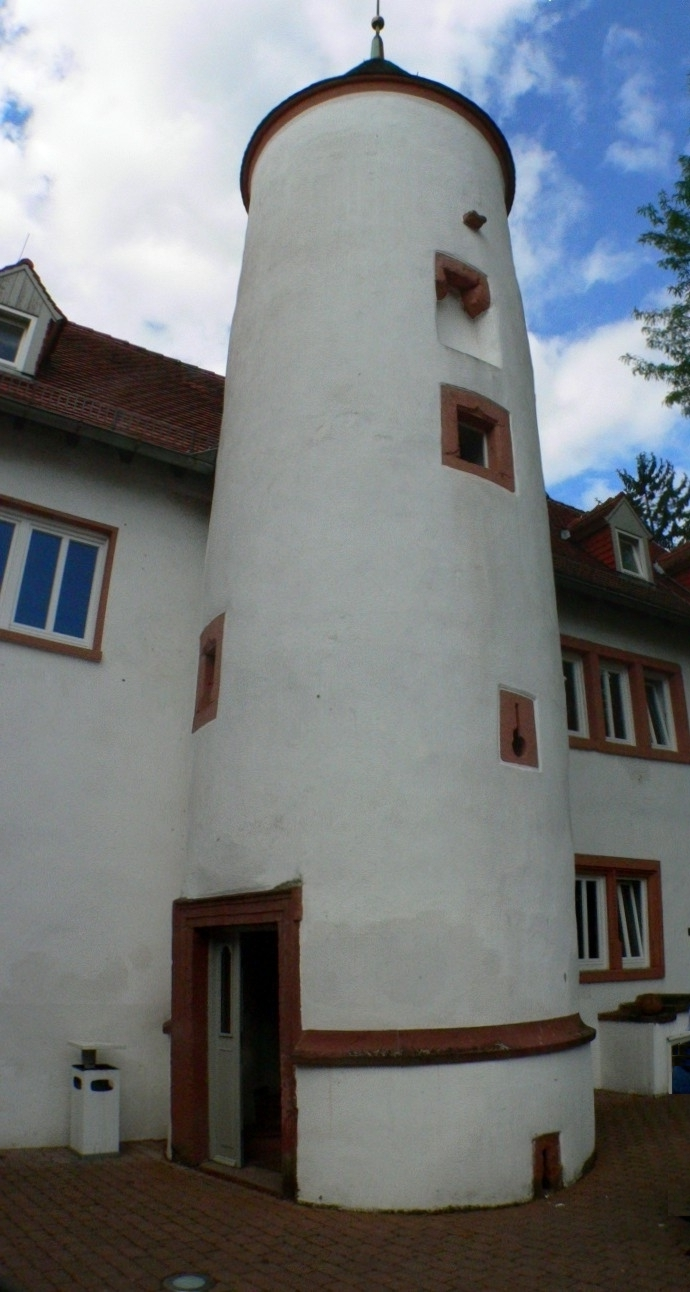
La torre delle scale della casa del prevosto

La Propsteihaus ("casa del prevosto"), anch'essa risalente all'inizio del XVI secolo, è dominata dalla presenza all'esterno di una scenografica torre all'interno della quale si trova una scala con diverse aperture di stile gotico. All'origine, al posto dell'attuale tetto della struttura, si trovava un parapetto merlato che sottolineava ancora una volta il ruolo difensivo del complesso. All'interno dell'abitazione del prevosto è ancora oggi presente un architrave lavorato recante il numero 15 e la scritta "Hie Bertholdus" che sta a indicare l'edificazione sotto un prevosto di nome Bertoldo che qui risiedette. L'unico prevosto con questo nome di cui ci sia giunta notizia fu Bertold von Wiesenfeld (1305-1309). La data visibile all'esterno e riportante l'anno 1592 indica una ristrutturazione ai tempi delle monache benedettine.

### La chiesa

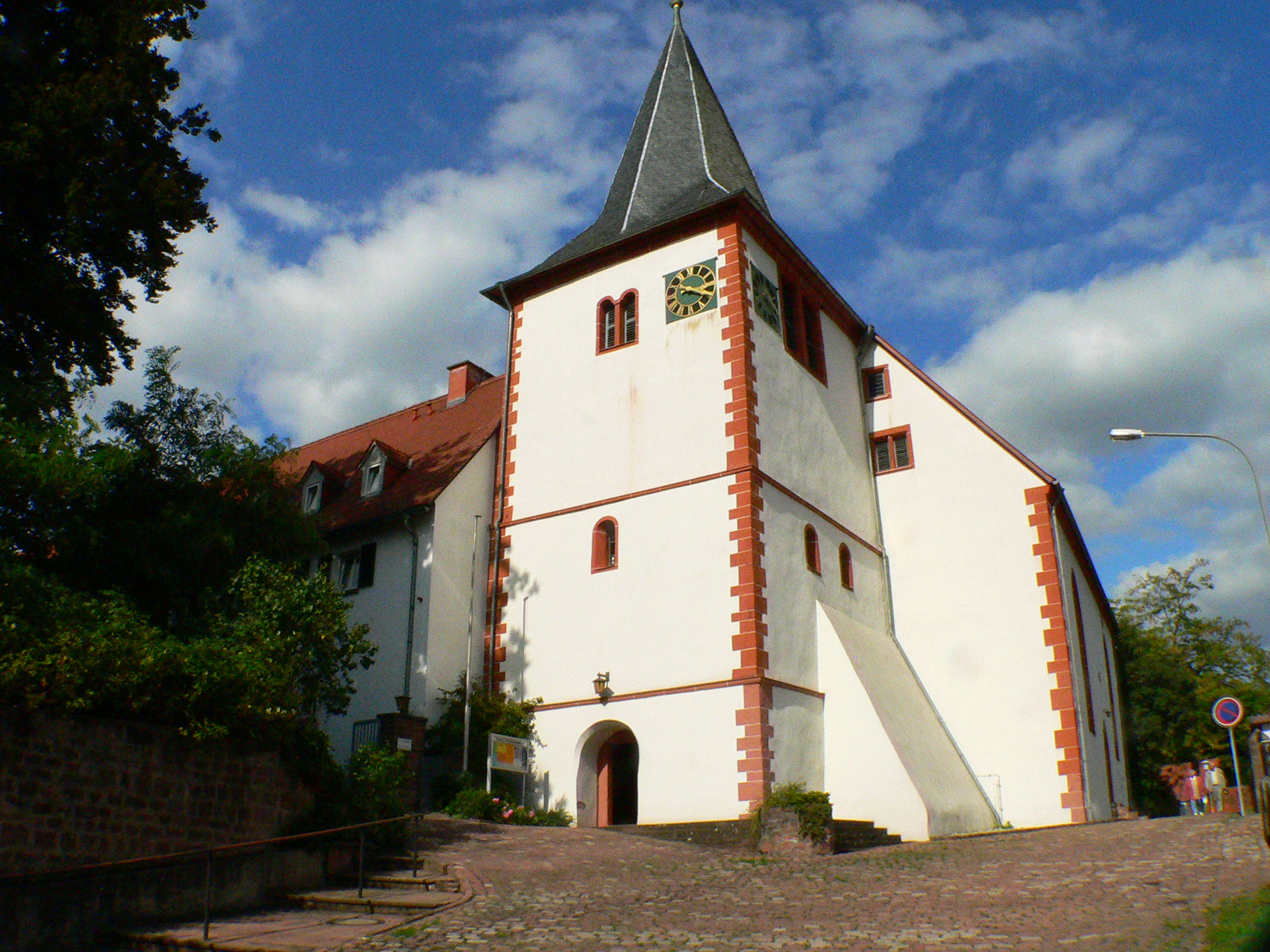
La chiesa del convento vista dall'esterno

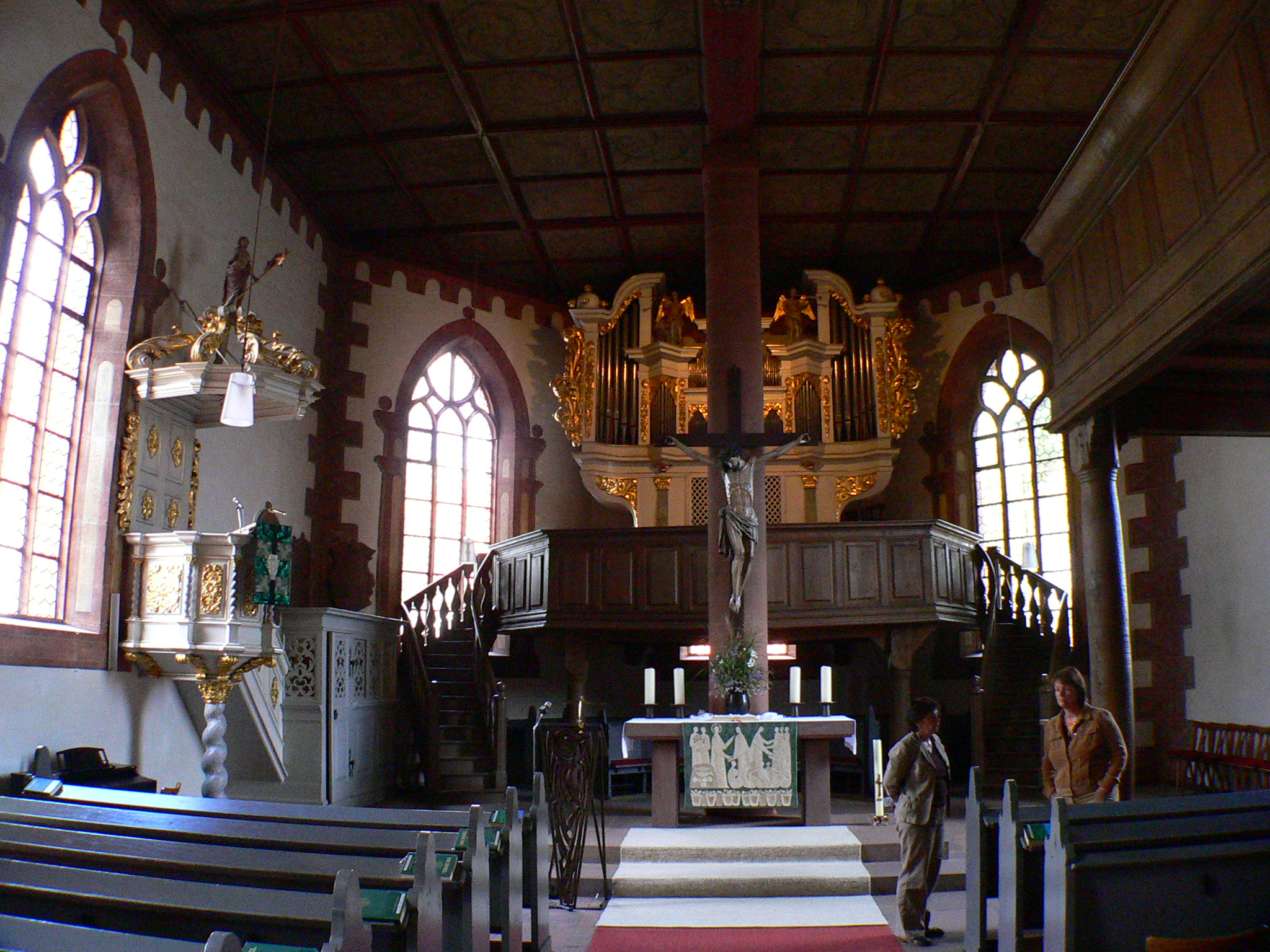
L'interno attuale della chiesa

Dalla piazza del mercato della città di Höchst, prendendo la Groß-Umstädter Straße, un ampio sentiero lastricato conduce alla chiesa del convento, accessibile sia dall'interno della struttura conventuale che dall'esterno, per i fedeli.
L'ingresso avviene attraverso la torre campanaria della chiesa, risalente al XII secolo, e poi da lì verso l'unica navata. Oltre all'altare maggiore, consacrato al culto di Maria, trovavano spazio anche altri quattro altari consacrati rispettivamente a San Niccolò, a San Leonardo, alla Madonna ed alla Santa Croce. Il primo è con tutta probabilità del XIV secolo, il secondo del XVI secolo, mentre gli altri due vennero realizzati nel corso del XV secolo.
La chiesa, divenuta fatiscente, dovette lasciare il posto ad un nuovo edificio eretto a partire dal 1566. All'interno della torre campanaria venne ricavata già dal XV secolo una sala con volta a vela innestata direttamente alle pareti, senza capitelli; essa riporta ancora oggi tra le decorazioni lo stemma dell'arcivescovado di Magonza, una ruota dentata, su un lato, mentre dall'altro (conservato solo parzialmente) si trovava presumibilmente lo stemma dell'arcivescovo Dietrich Schenk von Erbach con le stelle tipiche dello stemma degli Erbach.
La costruzione della nuova chiesa, iniziata nel 1566, è ricordata nella seguente iscrizione: "Questa chiesa fu fondata da Grundt e Newem e si sviluppò durante il governo di Ludwig, conte di Stolberg e Königstein e da Georgen, conte di Erbach, nell'anno del Signore 1566".

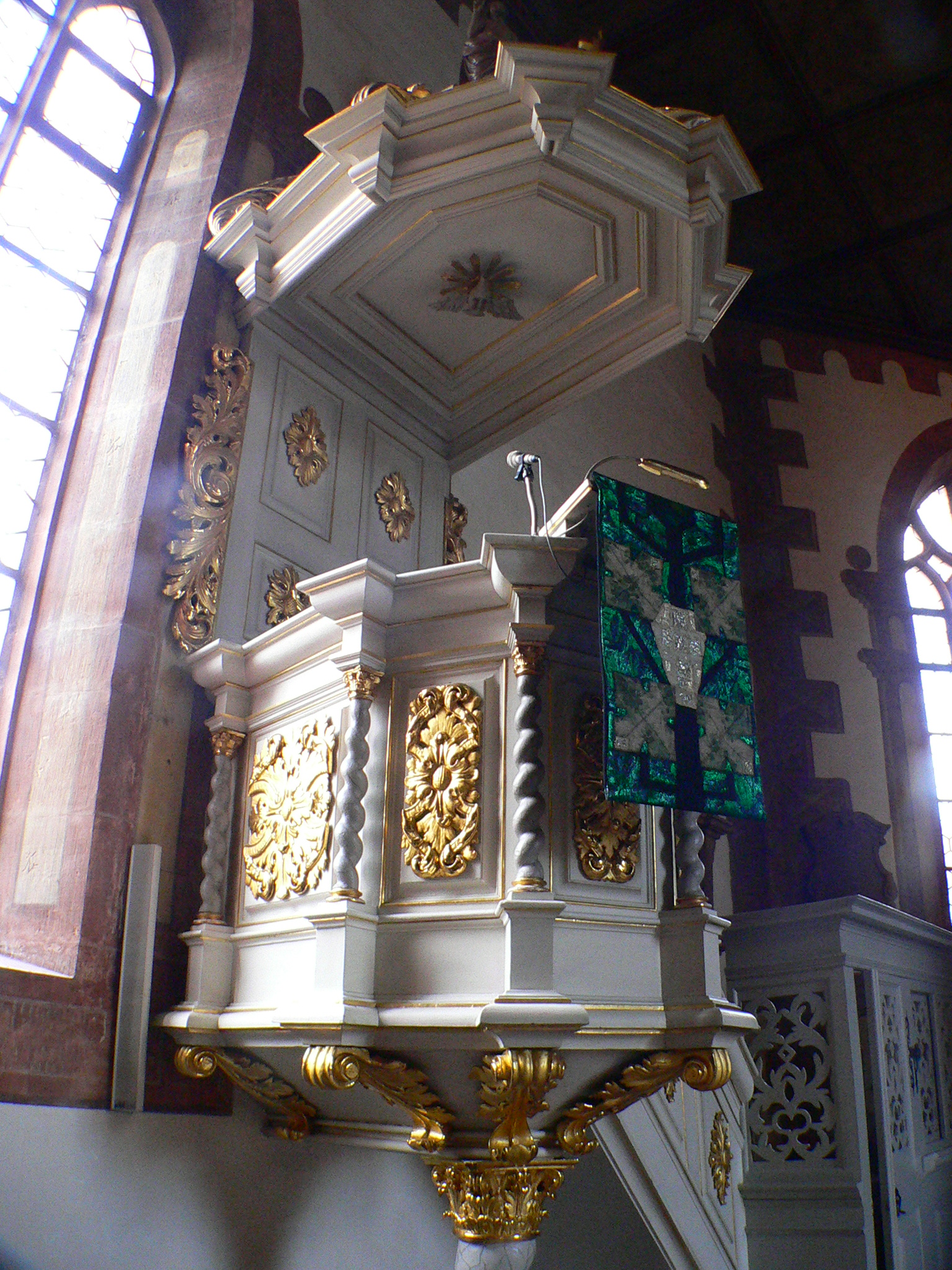
Il pulpito della chiesa di Höchst

Il complesso venne terminato nel 1568. La nuova chiesa non rispondeva più però alle esigenze monastiche della preghiera in coro e del servizio all'altare, ma a quelle di una chiesa protestante. L'interno della chiesa venne quindi ricostruito come una sala semplice, poco decorata se non nei trafori gotici delle finestre. Come in tutte le chiese riformate, venne dato grande spazio all'organo ed al pulpito della chiesa, ritenuti elementi essenziali. L'organo venne inaugurato nel 1708 per tutta la lunghezza del coro. Il pulpito, realizzato in legno scolpito coi colori bianco e oro, venne decorato con sculture rappresentanti viticci e foglie, mentre la figura del Cristo risorto campeggia sopra la copertura. Al posto di questo pulpito, un tempo, si trovava il fonte battesimale in pietra ornata che a suo tempo l'amministratore del monastero, Jakob Tulschack, aveva donato nel 1611. Quando fu eretto il pulpito, il fonte battesimale venne spostato. Sopra l'altare si trova un crocifisso a grandezza naturale risalente al XVIII secolo.
Le lastre tombali che erano incassate nel pavimento della chiesa originaria, vennero fissate alle pareti della sala della torre durante la nuova costruzione e le successive ristrutturazioni. Tra quelle che sono ancora oggi conservate, vi sono quelle di diverse badesse e prevosti, oltre a quella del primo pastore protestante di Höchst, Johannes Würzburger di Weimar, morto nel 1587 all'età di 54 anni e sepolto sotto il primo pulpito.
Le campane nella cella campanaria sotto il tetto del campanile della chiesa provengono da secoli diversi. La Marienglocke, su cui è scritto l'anno di fusione 1543, è la più antica campana del convento. La seconda campana più antica risale al 1659, mentre la terza venne fusa nel 1787.

### Il leone di Höchst

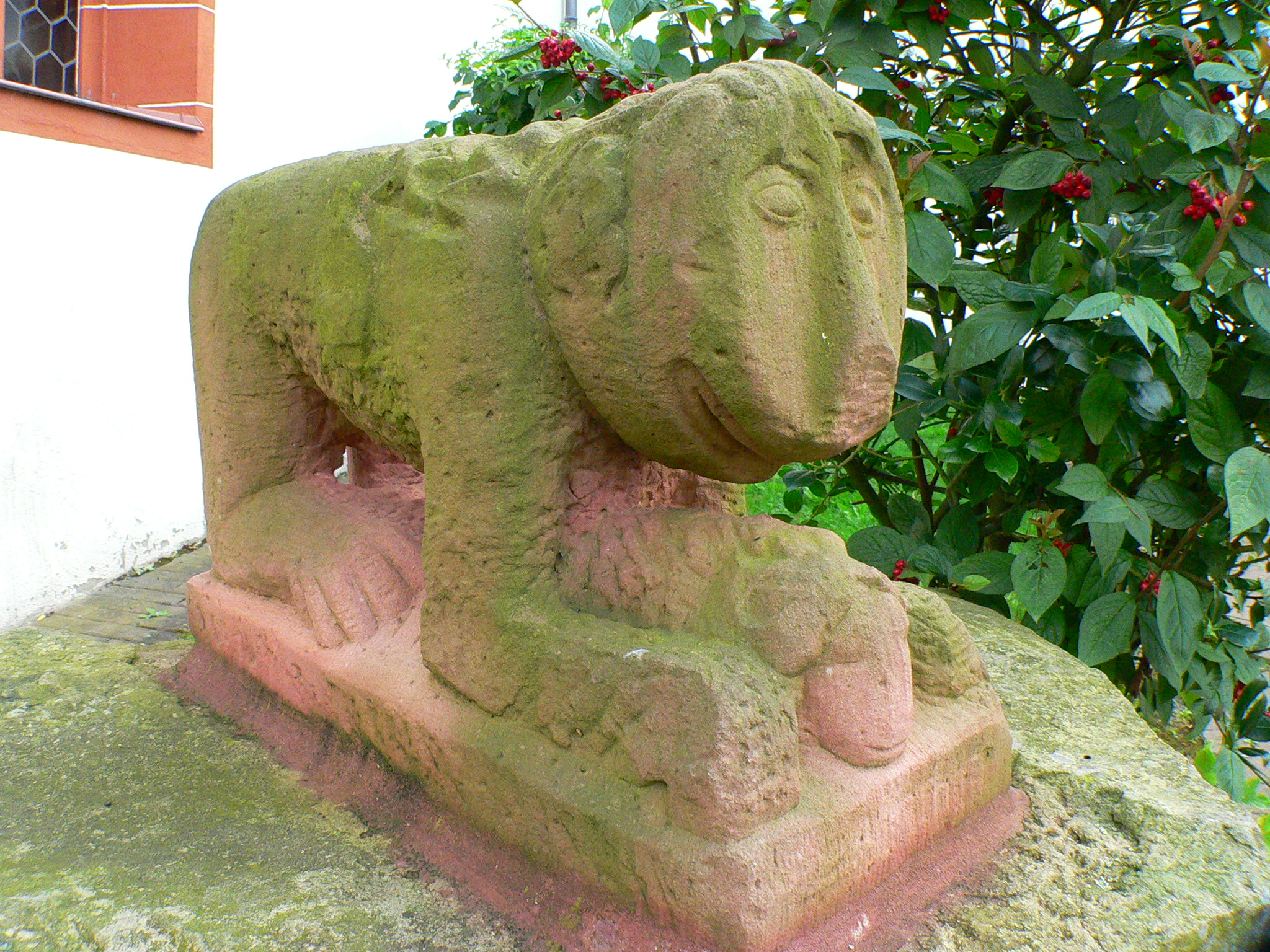
Il leone di Höchst. La scultura originale è oggi stata trasferita all'Hessisches Landesmuseum di Darmstadt e rimpiazzata da una copia

All'interno del complesso monastico si trova una curiosa scultura rappresentante un leone e risalente al Duecento. esso è considerato il reperto più importante nella storia dell'intero complesso monastico, è realizzato in arenaria e si trova accovacciato sulle sue zampe. Sebbene la scultura sia scolpita su entrambi i lati, è rimasta incompiuta nell'area delle zampe posteriori del leone. La figura rappresentata è tutt'altro che realistica: il viso appare appiattito come un disco, con tratti umani e un'apertura sopra l'occhio sinistro il cui scopo appare inspiegabile. La criniera, che si estende dalla testa sino alla metà del corpo, mostra forme a palmette. La coda è avvolta intorno al corpo, mentre delle quattro zampe mostrano solo le zampe posteriori riportano degli artigli in forme di dita. Tra le zampe anteriori della scultura si trova una figura più piccola di un agnello.
Si possono fare solo supposizioni sulla posizione originale del leone. Quel che è certo è che la figura può essere classificata come un elemento di notevole importanza in quanto risalente senza ombra di dubbio al primo complesso monastico.
Nel 2006 una copia del Leone Sommo è stata posta di traverso davanti al portale della chiesa del monastero, mentre la scultura originale si trova oggi all'Hessisches Landesmuseum di Darmstadt.

## Prevosti
- 1244 Conrad
- 1246, 1249 Johannes I.
- 1282 Dyther
- 1301, 1303 Heinrich von Phersdorff
- 1305–1309 Bertold von Wiesenfeld
- 1312 Berno
- 1313 Emmeram
- 1314–1336 Berno
- 1347–1349 (?) Johannes II.
- 1343–1374 Groschlag zu Dieburg (Grasloc)
- 1375, 1383 (?) Erwin Löw von Steinfurth
- 1378, 1384–1391 (?) Johann von Rorbach
- nach 1395 Heinrich Fink von Altenburg
- 1410–1424 Simon von Wolkenstein
- 1424–1475 Balthasar von Haun
- 1475 Johannes von Hutten
- 1508 Johannes Loher (amministratore)
- 1511 Johann Scharlach
- 1511–1520 Paul von Kutzleben
- 1520–1538 (?) Johannes von Hundelshausen
- 1539–1545 Eustachius Butler („Treusch“)
- 1545–1567 (?) Kaspar Lang
- 1570–1572 Johannes Eitel von Trohe
- 1609–1618 Georg von Hatzfeld
- ?-1619 Peter Ernst von und zu der Fels
- 1624-1630 Johann Friedrich von Kerpen
- 1642–1681 Philipp Christoph von Rosenbach

## Badesse

### Agostiniane
- 1320 Irmengarda
- 1331–1345 Ida von Erbach
- 1353-1356 Elisabeth
- 1370-1378 Ursula „Stille“
- 1384 Mechthilde von Rohrbach
- 1391-1397 Yrmele von Waltmann („Waltmännin“)
- 1402 Fyhe („Kreyssen“) von Buergenstad
- 1403 Agnes Wambolt von Umstadt
- 1404 Contzel von Ulbach
- 1448-1452 Ida von Erbach
- 1457–1458 Magdalene von Rosenbach
- 1475-1491 Margarete Schad
- prima del 1503 Magdalene von Brubach („von Angeloch“)
- 1503–1508 Anna von Geiling

### Benedettine
- 1511-1543 Margarete Reuser
- 1566–1567 Anna Gans von Otzberg